# Made in America
Made in America is een film uit 1993 onder regie van Richard Benjamin. De film werd niet goed ontvangen door de critici, maar bracht wereldwijd wel $105.000.000 op. Carrie Fisher heeft een cameo in de film.

## Verhaal
De 17-jarige Zora Mathews is de dochter van Sarah Mathews. Zora, aan wie altijd werd verteld dat haar vader was overleden, komt erachter dat haar moeder haar in feite heeft gekregen door naar de spermabank te gaan. Hoewel haar leven er eerst om draaide naar de beste universiteit te gaan, is dat nu het laatste waar ze aan denkt. Nadat ze haar beste vriend Tea Cake ervan weet te overtuigen haar te helpen, gaat ze op zoek naar haar echte vader. Wanneer ze erachter komt dat dit Hal Jackson is, staat het leven van Zora, Hal, maar ook dat van Sarah totaal op de kop. Sarah is ervan ontzet dat de vader van haar dochter zowel een blanke als een gladjakker van een kerel is. Hoewel Zora en Sarah de autoverkoper totaal niet mogen en Hal er zelf ook geen behoefte aan heeft een vaderrol op zich te nemen, proberen de drie toch een band te scheppen.

## Rolverdeling
| Acteur          | Personage             |
| --------------- | --------------------- |
| Whoopi Goldberg | Sarah Mathews         |
| Ted Danson      | Halbert 'Hal' Jackson |
| Nia Long        | Zora Mathews          |
| Will Smith      | Tea Cake Walters      |
| Paul Rodriguez  | Jose                  |
| Jennifer Tilly  | Stacy                 |
| Peggy Rea       | Alberta               |
| Clyde Kusatsu   | Bob Takashima         |
| David Bowe      | Teddy                 |
| Rawley Valverde | Diego                 |
| Fred Mancuso    | Bruce                 |